# Stanisław Szczepański (poseł)
Stanisław Szczepański (ur. 17 lutego 1873 w Brzozowie powiat Rzeszów, zm. 1 marca 1944 w Krakowie) – polski polityk, działacz ludowy, farmaceuta i publicysta, poseł na Sejm.

## Życiorys
Ukończył gimnazjum w Sanoku, a następnie, w 1893, został magistrem farmacji po studiach na Uniwersytecie Lwowskim. Po ukończeniu studiów pracował jako farmaceuta, początkowo zatrudniając się u innych aptekarzy, następnie we własnej aptece na żywieckim Zabłociu. Równocześnie zaangażował się politycznie; w latach 1903-1913 był członkiem Rady Naczelnej Polskiego Stronnictwa Ludowego. W 1908 wybrany został do Rady Wydziału Powiatowego w Żywcu. W 1914 wybrano go na naczelnika gminy Zabłocie. 
W 1916 przeprowadził się do Krakowa. W latach 1923–1931 był członkiem Zarządu Głównego PSL "Wyzwolenie", a następnie, po zjednoczeniu partii ludowych, zasiadał w radzie naczelnej SL. Od 1928 do 1930 sprawował mandat Posła na Sejm RP. Jest autorem wydanej w 1924 pracy pt. Z dziejów ruchu ludowego w Polsce.